# بيتر بور (كاتب عدل)
بيتر بور هو مؤرخ وكاتب عدل هولندي، ولد في 1559 في أوترخت في هولندا، وتوفي في 1635 في هارلم في هولندا.

## وصلات خارجية
- بيتر بور على موقع الموسوعة البريطانية (الإنجليزية)